# Ligne 122 (Infrabel)
Pour les articles homonymes, voir Ligne 122.
La Ligne 122 est une ligne de chemin de fer de Belgique, en partie fermée. Elle relie Melle (près de Gand) à Grammont via Zottegem et est utilisée par des trains de voyageurs à traction thermique.

## Histoire

### Origines
Cette ligne tire ses origines dans une concession, accordée en 1862 à Ernest Boucquéau afin de permettre un débouché à sa société, les Forges, fonderies et laminoirs d’Ernest Boucquéau, futures usines Gustave Boël. Elle fut inaugurée le 5 janvier 1867 par la Compagnie du chemin de fer de Braine-le-Comte à Gand en même temps que la ligne entre Grammont et Braine-le-Comte qui est devenue l'actuelle Ligne 123.
Contrairement à beaucoup de concessions ferroviaires belges, l’exploitation fut assurée dès le départ par les Chemins de fer de l’État belge qui donnèrent également des directives dans l’élaboration du projet, notamment les plans des gares (gares à pignons à redents).
L’État racheta formellement la concession du chemin de fer de Braine-le-Comte à Gand en 1921.
Cette ligne a, un temps, joué un rôle important dans le transport des marchandises ainsi que celui des voyageurs.
En revanche, le projet de chemin de fer amena Ernest Boucqéau au bord de la faillite, dont il fut sauvé par son comptable, Gustave Boël.

#### Les gares
Gontrode, Moortsele, Scheldewindeke et Lierde reçurent à leur construction une gare à pignons à redents de quatre travées (six à Lierde). Seule celle de Scheldewindeke a survécu jusqu'à aujourd'hui et celle de Lierde a été récemment démolie.
Balegem-dorp reçut plus tardivement une gare de plan type 1893 (qui existe toujours) et Erwetegem reçut une gare à un étage dérivée des gares standard. Les autres arrêts étaient de simples haltes avec éventuellement un abri de quai et une maison de garde-barrière.

### XXe siècle
Au début des années 1910, lors de la construction de la ligne 50A de Bruxelles-Midi à Gand, la disposition des voies à Melle fut fortement chamboulée. Il était prévu de réaliser plusieurs sauts-de-mouton entre les lignes 50, 50A et 122 avec des embranchements à double voie et de nombreux ponts.
La ligne 122 aurait dû être déviée par un nouveau tracé jusque Melle où la ligne 50 aurait été mise à quatre voies entre Melle et Gand, avec des voies séparées pour les trains de voyageurs et de marchandises.
Les terrassements et ouvrages d'art ont été réalisés (et en partie détruits lors de la Première Guerre mondiale) mais seules deux voies de connexion avec la ligne 50A furent effectivement posées, dans les années 1920. Il subsiste de nombreux vestiges de ces voies de cette jonction inachevée, et une des branches de la ligne 122 devant se connecter à la ligne 50 est devenue une route de campagne appelée Kouterslag.
Contrairement à la plupart des lignes du pays qui ont été soit électrifiées, soit fermées, la Ligne 122 est toujours resté exploitée en traction diesel et seule la petite section entre Melle et la ligne 50A a été munie d'une caténaire afin de réaliser une connexion avec la ligne 50.
Le Plan IC-IR de 1984 a entrainé la fermeture de quatre gares et points d'arrêt (Erwetegem, Audenhove-Sainte-Marie, Hemelveerdegem et Gemeldorp) toutes situées entre Zottegem et Grammont, ne laissant qu'une seule gare ouverte Lierde sur cette portion de la ligne. Les six gares et haltes situées entre Melle et Zottegem (Gontrode, Landskouter, Moortsele, Scheldewindeke, Balegem-Dorp, Balegem-Zuid) sont quant à elles toutes restées ouvertes aux voyageurs.

### Actuellement
Elle est utilisée par des trains Suburbains (S) du Réseau express régional gantois qui relient Gand à Grammont ainsi que par quelques trains (S) d'heure de pointe (P).
Le trafic des marchandises y est presque inexistant et elle est occasionnellement utilisée pour le transit de trains de chantier au départ de Merelbeke.

## Tracé

### liste des gares
La Ligne 122 comprend ou comprenait les gares suivantes
- Grammont (jonction avec les lignes 90 et 123)
- Gemeldorp (fermée)
- Hemelveerdegem (fermée)
- Lierde
- Audenhove-Sainte-Marie (fermée)
- Erwetegem (fermée)
- Zottegem (jonction avec la ligne 89)
- Balegem-Sud
- Balegem-Centre
- Scheldewindeke
- Moortsele
- Landskouter
- Gontrode
- Melle (jonction avec la ligne 50)